# Соддер
Со́ддер (карел. Sodder) — посёлок в составе Эссойльского сельского поселения Пряжинского национального района Республики Карелия.

## Общие сведения
Находится на расстоянии 15 км от автодороги Петрозаводск-Суоярви А133, в 70 км от районного центра посёлка Пряжа.
Располагается в северо-западной части озера Шотозеро, на правом берегу реки Шуя. Через посёлок протекают малые реки — Периайоки и Нимийоки.

## Памятники истории
В центре посёлка сохраняется памятник истории — братская могила 2-х неизвестных советских военных лётчиков из экипажа сбитого в воздушном бою в 1941 году бомбардировщика СБ. Останки лётчиков и обломки самолёта были обнаружены летом 1975 года на болоте в 15 км от посёлка. Захоронение произведено 15 октября 1975 года. В обелиск, установленный на могиле, вмонтирован винт с обнаруженного самолёта..

## Население
| 2002 | 2009 | 2010 | 2013 |
| ---- | ---- | ---- | ---- |
| 324  | ↘297 | ↘204 | ↘188 |

## Улицы
- ул. Железнодорожная
- ул. Лесная
- ул. Новая
- ул. Озёрная
- ул. Строителей
- ул. Строительная
- ул. Центральная
- ул. Школьная
- ул. Шуйская